# کوارتت
چهارنوازی، چهارسرایی، چهارتایی یا کوارتِت (به انگلیسی: quartet، به فرانسوی: quatuor) در موسیقی به معنای یک گروه اجرایی برای چهار خواننده یا اجرای سازی یا یک آهنگسازی برای چهار صدا و چهار ساز است.
فرهنگستان زبان و ادب فارسی برابرهای چهارنوازی، چهارسرایی و چهارتایی را برای «کوارتت» تصویب کرده‌است.

## کوارتت در موسیقی کلاسیک
در موسیقی کلاسیک، مهم‌ترین ترکیب‌بندی چهار ساز در موسیقی مجلسی، کوارتت زهی است. کوارتت زهی غالباً از دو ویولن، یک ویولا (ویولن آلتو)، و یک ویولنسل تشکیل شده‌است.
محدودهٔ صدای انسان در کوارتت شامل: سوپرانو، آلتو، تِنور و باس (بِیس) است. در کوارتت زهی، دو ویولن محدودهٔ سوپرانو و آلتو، ویولا محدودهٔ تِنور، و ویلنسل محدودهٔ باس را می‌نوازد.
آهنگسازان شاخصی که آثاری در قالبِ کوارتت زهی دارند عبارت‌اند از: یوزف هایدن (۶۸ اثر)، ولفگانگ آمادئوس موتسارت (۲۳ اثر)، لودویگ فان بتهوون (۱۷ اثر)، فلیکس مندلسون (۶ اثر)، فرانتس شوبرت (۱۵ اثر)، یوهانس برامس (۳ اثر)، الکساندر برودین (۱۳ اثر)، بلا بارتوک (۶ اثر) و دمیتری شوستاکوویچ (۱۵ اثر).
تعداد کمتری از کوارتت‌های زهی برای ترکیب‌بندی دیگری از گروه‌نوازیِ زهی نوشته شده‌اند. این تنظیم برای یک ویولن، دو ویولا، و یک ویولنسل است؛ مانند آثار کارل اشتامیتس (۶ اثر).
همچنین، تنظیم نادرِ دیگری برای یک ویولن، یک ویولا، و دو ویولنسل نوشته شده‌است؛ مانند آثار یوهان آلبرشتس‌برگر.
در کوارتت زهی به‌طور معمول از الگوی چهار موومانی پیروی می‌شود، که به‌ترتیب شامل موومان تند، موومان کند، موومانی مرتبط با تِم رقص، و باز موومان تند است.

## بتهوون وکوارتت زهی

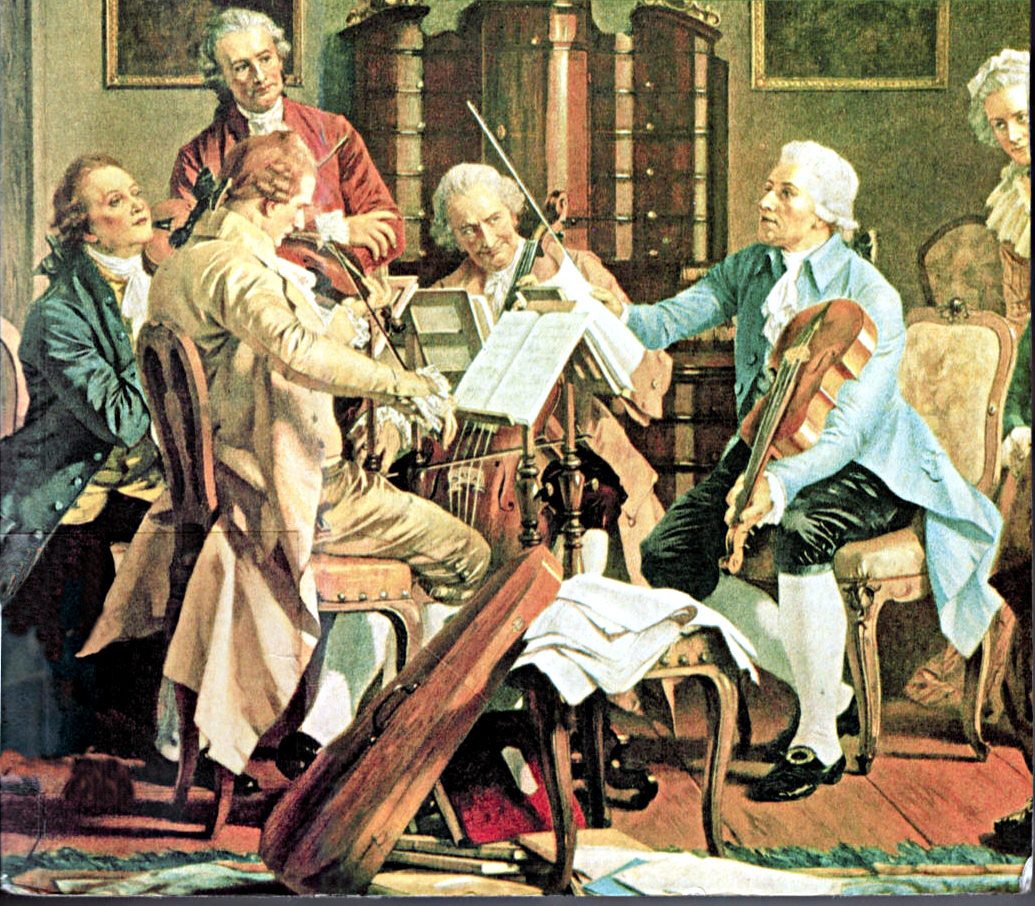
بتهوون و کوارتت زهی

بتهوون شانزده کوارتت زهی آفرید که این آثار دارای نوآوری بسیار و حالتِ تِماتیک است. او در سه کوارتت پایانیِ خود، بار دیگر از قراردادهای کلاسیک پا فراتر گذاشت و کوارتت‌هایی با پنج، شش، و هفت موومان آفرید (کوارتت‌های زهیِ اُپوس ۱۳۲، اپوس ۱۳۰، و اپوس ۱۳۱).
کوارتت زهی شماره ۱ در فا ماژور، اپوس ۱۸، شمارهٔ ۱: این کوارتت یک بار نوشته و سپس دستخوش تغییراتی می‌شود و سپس به‌عنوان اپوس ۱۸، شمارهٔ ۱ انتشار می‌یابد و مشهورترین کوارتت از میان کوارتت‌های نخستینِ بتهوون می‌شود. موومان آغازیِ این کوارتت در فا ماژور، آلگرویی درخشان با فرم سونات است. پس از این موومان، موومانی کند در ر مینور می‌آید که فرم آن نیز سونات است و از صحنهٔ سرداب مردگان در نمایش‌نامهٔ رومئو و ژولیت ویلیام شکسپیر الهام گرفته شده‌است. سومین موومان این کوارتت، موومانی چالاک در فا ماژور، اسکِرتسویی به فرم ABA است. سرانجام، فینالِ گردباد گونهٔ این کوارتت، فرم سونات-روندو دارد و بخش بسط و گسترش آن اغلب دارای بافت پلی‌فونیک است.
کوارتت سیزدهم در سی بمل ماژور، اپوس ۱۳۰: این کوارتت با کوارتت در لا مینور به هم پیوسته‌اند و در کنار یکدیگر پیش رفته‌اند. او در نامه‌ای به چارلز نت نوشت: «دو کوارتت همزمان تمام خواهد شد»؛ اما چنین نشد و تا سه ماه بعد از اتمام کوارتت در لا مینور هم نتوانست کوارتت در سی بمل ماژور را تمام کند. این کوارتت در شش موومان تنظیم شده که هرکدام مطلب و متنی متفاوت دارد. پاول بکر اعتقاد دارد که وحدت این اثر در فینالِ آن آشکار می‌شود، که همهٔ خصوصیات قسمت‌های پیشین را در خود جای می‌دهد.

## کوارتت پیانو
یک کوارتت معمول کلاسیک دیگر، کوارتت پیانو است؛ تشکیل‌شده از ویولن، ویولا، ویلنسل و پیانو. آهنگسازان دورهٔ کلاسیک متاخر و رمانتیک، مانند بتهوون، برامس و مندلسون هرکدام سه اثر مهم در این فرم نوشتند و موتسارت و گابریل فوره دو اثر.

## کوارتت بادی
یکی دیگر از کوارتتهای شبیه به کوارتت زهی است که به جای ویلن ۱ در آن از یک ساز بادی استفاده می‌شود. (ویلن، ویولا، ویلن سل و) یا گروهی
از چهار ساز بادی. اخیراً فرمت (سوپرانو، آلتو، تنور و باریتون) سازهای بادی چوبی متشکل از فلوت، ابوا، کلارینت و باسون رایج تر شده‌است.
یک نمونه از کوارتت بادی از چهار ساز شبیه و هم خانواده کوارتت ساکسیفون است؛ که از ساکسوفون سوپرانو، آلتو، تنور و باریتون تشکیل شده‌است. گاهی یک ساکسوفون آلتوی دیگر جایگزین ساکسوفون سوپرانو می‌شود؛ یا یک ساکسوفون باس جایگزین ساکسوفون باریتون می‌شود.
اجرای گروه‌ها معمولاً آمیزه‌ای از موسیقی کلاسیک و جز است. معمولاً موسیقی برای کوارتت ساکسوفوناز یک کوارتت زهی بازنویسی شده‌است.

## کوارتت آوازی
ترکیب بندی ای که برای چهار خواننده در کوارتت آکاپلا نوشته شده‌است همراه سازهایی مانند پیانو و یک گروه کر. برامس و شوبرت قطعات متعددی را برای چهار صدا نوشته‌اند که با اینکه امروزه کمتر اجرا می‌شود آثار محبوبی بوده‌اند. کوارتت‌های آوازی در حالت‌ها و ترکیب بندی‌های بزرگتری مانند اپرا، موسیقی کُرال و سمفونی‌ها نیز نوشته می‌شود. موومان آخر سمفونی نهم بتهوون و رکوئیم وردی دو مثال شناخته شده‌است که در آن از کوارتت آوازی استفاده شده‌است.
به‌طور معمول یک کوارتت آوازی تشکیل شده از:
سوپرانو، متسو-سوپرانو، تنور و باریتون یا باس
تنور اول، تنور دوم، باریتون و باس برای گروه آقایان
و سوپرانوی اول، سوپرانوی دوم، متسو-سوپرانو و آلتو برای گروه خانم‌ها

## کوارتت جاز
کوارتت در جاز و جاز فیوژن محبوب است. کوارتت جز اغلب از یک هورن (ساکسوفون، ترومپت، و…) یک ساز آکوردی (پیانو، گیتار الکتریک، ارگان و دیگر سازهایی که به راحتی می‌توان با آن‌ها بیش از یک نت را به صورت همزمان نواخت)، یک ساز باس (کنترباس، توبا یا گیتار بیس) و یک درام. این سازبندی گاهی با استفاده از یک هورن دیگر به جای ساز آکوردی تغییر می‌کند. مانند ترومپت، ساکسیفون، کنترباس و درام و استفاده از دو ساز آکوردی که به وسیلهٔ مایلس دیویس عمومیت یافت.

## کوارتت پاپ
در قرن ۲۰ موسیقی پاپ غربی اصطلاح کوارتت آوازی معمولاً در مورد چهار خواننده همجنس (هر چهار خواننده زن یا هر چهار نفر مرد) به کار می‌رود. ترکیب کوارتت در موسیقی پاپ و راک بسیار معمول است. یک ترکیب بندی استاندارد کوارتت در موسیقی پاپ و راک از دو گیتار الکتریک، یک گیتار باس و درام است. گاهی نیز به جای گیتار الکتریک دوم از سازهای کیبوردی مانند ارگان، پیانو وسینث‌سایزر استفاده می‌شود.